# Salix nipponica
Salix nipponica là một loài thực vật có hoa trong họ Liễu. Loài này được Franch. & Sav. miêu tả khoa học đầu tiên năm 1875.